# Wade Point
Wade Point är en udde i Antarktis. Den ligger i Västantarktis. Argentina, Chile och Storbritannien gör anspråk på området.
Terrängen inåt land är platt åt nordväst, men åt sydost är den kuperad. Havet är nära Wade Point åt sydväst. Wade Point är den högsta punkten i trakten. Trakten är obefolkad. Det finns inga samhällen i närheten.